# Чеховер, Виталий Александрович
Вита́лий Алекса́ндрович Чехове́р (22 декабря 1908, Санкт-Петербург — 11 февраля 1965, Ленинград) — советский шахматист и шахматный теоретик; международный мастер по шахматам (1950), международный мастер по шахматной композиции (1961) и международный арбитр (1956) по шахматной композиции.

## Биография
Родился в Санкт-Петербурге. Учился шахматам у П. А. Романовского. В 1929 году получил первую категорию, а в 24 года стал мастером.
Двукратный чемпион Ленинграда (1937, 1949), судья всесоюзной категории по шахматам (1957). международный мастер (1961) и международный арбитр (1956) по шахматной композиции.
Музыкант-пианист, шахматный композитор. Был в числе победителей Международного командного матча дружбы шахматных композиторов 1962—1964 годов.
Автор множества этюдов, ряда шахматных книг.
Скончался 11 февраля 1965 года. Похоронен на Еврейском кладбище в Санкт-Петербурге.

## Основные спортивные результаты
| Год       | Турнир                             | Результат | Место |
| --------- | ---------------------------------- | --------- | ----- |
| 1930/1931 | 8-й чемпионат Ленинграда           | 5½ из 17  | 17—18 |
| 1932      | 9-й чемпионат Ленинграда           | 6 из 11   | 3—5   |
| 1933      | 8-й чемпионат СССР                 | 11 из 19  | 7     |
|           | Турнир ленинградских мастеров      |           | 3—4   |
| 1934      | 10-й чемпионат Ленинграда          | 7 из 15   | 9—10  |
|           | Турнир ленинградских мастеров      |           | 3     |
| 1934/1935 | 9-й чемпионат СССР                 | 10½ из 19 | 5—8   |
| 1935      | Международный турнир (Москва)      | 5½ из 19  | 19    |
| 1936      | Всесоюзный турнир молодых мастеров |           | 1—2   |
|           | Чемпионат ВЦСПС                    |           | 1—2   |
|           | Матч с Г. Каспаряном               | 7½ : 9½   |       |
| 1937      | 10-й чемпионат СССР                | 7½ из 19  | 16—18 |
|           | 12-й чемпионат Ленинграда          | 10 из 15  | 1—3   |
| 1939      | 11-й чемпионат СССР                | 10½ из 17 | 4—5   |
| 1940      | 15-й чемпионат Ленинграда          | 8½ из 16  | 6—8   |
| 1945      | 14-й чемпионат СССР                | 8½ из 17  | 10—11 |
| 1946      | 20-й чемпионат Ленинграда          | 10 из 17  | 6     |
|           | Международный турнир (Ленинград)   | 7 из 11   | 2—5   |
| 1947      | 21-й чемпионат Ленинграда          | 6½ из 17  | 14    |
| 1948      | 22-й чемпионат Ленинграда          | 8½ из 17  | 11—12 |
| 1949      | 23-й чемпионат Ленинграда          | 13 из 18  | 1     |
| 1953      | 26-й чемпионат Ленинграда          | 5½ из 13  | 8—12  |
| 1954      | 27-й чемпионат Ленинграда          | 7 из 12   | 5—6   |
| 1955      | 28-й чемпионат Ленинграда          | 5½ из 19  | 19—20 |
| 1957      | 30-й чемпионат Ленинграда          | 6½ из 18  | 17—18 |
| 1960      | 33-й чемпионат Ленинграда          | 7½ из 17  | 11—13 |

## Этюды
|   | a | b | c | d | e | f | g | h |   |
| - | --- | --- | --- | --- | --- | --- | --- | --- | - |
| 8 | a8 белый король · g7 чёрная пешка · f5 чёрная пешка · f4 белый конь · e3 чёрная пешка · a2 чёрный король | a8 белый король · g7 чёрная пешка · f5 чёрная пешка · f4 белый конь · e3 чёрная пешка · a2 чёрный король | a8 белый король · g7 чёрная пешка · f5 чёрная пешка · f4 белый конь · e3 чёрная пешка · a2 чёрный король | a8 белый король · g7 чёрная пешка · f5 чёрная пешка · f4 белый конь · e3 чёрная пешка · a2 чёрный король | a8 белый король · g7 чёрная пешка · f5 чёрная пешка · f4 белый конь · e3 чёрная пешка · a2 чёрный король | a8 белый король · g7 чёрная пешка · f5 чёрная пешка · f4 белый конь · e3 чёрная пешка · a2 чёрный король | a8 белый король · g7 чёрная пешка · f5 чёрная пешка · f4 белый конь · e3 чёрная пешка · a2 чёрный король | a8 белый король · g7 чёрная пешка · f5 чёрная пешка · f4 белый конь · e3 чёрная пешка · a2 чёрный король | 8 |
| 7 | a8 белый король · g7 чёрная пешка · f5 чёрная пешка · f4 белый конь · e3 чёрная пешка · a2 чёрный король | a8 белый король · g7 чёрная пешка · f5 чёрная пешка · f4 белый конь · e3 чёрная пешка · a2 чёрный король | a8 белый король · g7 чёрная пешка · f5 чёрная пешка · f4 белый конь · e3 чёрная пешка · a2 чёрный король | a8 белый король · g7 чёрная пешка · f5 чёрная пешка · f4 белый конь · e3 чёрная пешка · a2 чёрный король | a8 белый король · g7 чёрная пешка · f5 чёрная пешка · f4 белый конь · e3 чёрная пешка · a2 чёрный король | a8 белый король · g7 чёрная пешка · f5 чёрная пешка · f4 белый конь · e3 чёрная пешка · a2 чёрный король | a8 белый король · g7 чёрная пешка · f5 чёрная пешка · f4 белый конь · e3 чёрная пешка · a2 чёрный король | a8 белый король · g7 чёрная пешка · f5 чёрная пешка · f4 белый конь · e3 чёрная пешка · a2 чёрный король | 7 |
| 6 | a8 белый король · g7 чёрная пешка · f5 чёрная пешка · f4 белый конь · e3 чёрная пешка · a2 чёрный король | a8 белый король · g7 чёрная пешка · f5 чёрная пешка · f4 белый конь · e3 чёрная пешка · a2 чёрный король | a8 белый король · g7 чёрная пешка · f5 чёрная пешка · f4 белый конь · e3 чёрная пешка · a2 чёрный король | a8 белый король · g7 чёрная пешка · f5 чёрная пешка · f4 белый конь · e3 чёрная пешка · a2 чёрный король | a8 белый король · g7 чёрная пешка · f5 чёрная пешка · f4 белый конь · e3 чёрная пешка · a2 чёрный король | a8 белый король · g7 чёрная пешка · f5 чёрная пешка · f4 белый конь · e3 чёрная пешка · a2 чёрный король | a8 белый король · g7 чёрная пешка · f5 чёрная пешка · f4 белый конь · e3 чёрная пешка · a2 чёрный король | a8 белый король · g7 чёрная пешка · f5 чёрная пешка · f4 белый конь · e3 чёрная пешка · a2 чёрный король | 6 |
| 5 | a8 белый король · g7 чёрная пешка · f5 чёрная пешка · f4 белый конь · e3 чёрная пешка · a2 чёрный король | a8 белый король · g7 чёрная пешка · f5 чёрная пешка · f4 белый конь · e3 чёрная пешка · a2 чёрный король | a8 белый король · g7 чёрная пешка · f5 чёрная пешка · f4 белый конь · e3 чёрная пешка · a2 чёрный король | a8 белый король · g7 чёрная пешка · f5 чёрная пешка · f4 белый конь · e3 чёрная пешка · a2 чёрный король | a8 белый король · g7 чёрная пешка · f5 чёрная пешка · f4 белый конь · e3 чёрная пешка · a2 чёрный король | a8 белый король · g7 чёрная пешка · f5 чёрная пешка · f4 белый конь · e3 чёрная пешка · a2 чёрный король | a8 белый король · g7 чёрная пешка · f5 чёрная пешка · f4 белый конь · e3 чёрная пешка · a2 чёрный король | a8 белый король · g7 чёрная пешка · f5 чёрная пешка · f4 белый конь · e3 чёрная пешка · a2 чёрный король | 5 |
| 4 | a8 белый король · g7 чёрная пешка · f5 чёрная пешка · f4 белый конь · e3 чёрная пешка · a2 чёрный король | a8 белый король · g7 чёрная пешка · f5 чёрная пешка · f4 белый конь · e3 чёрная пешка · a2 чёрный король | a8 белый король · g7 чёрная пешка · f5 чёрная пешка · f4 белый конь · e3 чёрная пешка · a2 чёрный король | a8 белый король · g7 чёрная пешка · f5 чёрная пешка · f4 белый конь · e3 чёрная пешка · a2 чёрный король | a8 белый король · g7 чёрная пешка · f5 чёрная пешка · f4 белый конь · e3 чёрная пешка · a2 чёрный король | a8 белый король · g7 чёрная пешка · f5 чёрная пешка · f4 белый конь · e3 чёрная пешка · a2 чёрный король | a8 белый король · g7 чёрная пешка · f5 чёрная пешка · f4 белый конь · e3 чёрная пешка · a2 чёрный король | a8 белый король · g7 чёрная пешка · f5 чёрная пешка · f4 белый конь · e3 чёрная пешка · a2 чёрный король | 4 |
| 3 | a8 белый король · g7 чёрная пешка · f5 чёрная пешка · f4 белый конь · e3 чёрная пешка · a2 чёрный король | a8 белый король · g7 чёрная пешка · f5 чёрная пешка · f4 белый конь · e3 чёрная пешка · a2 чёрный король | a8 белый король · g7 чёрная пешка · f5 чёрная пешка · f4 белый конь · e3 чёрная пешка · a2 чёрный король | a8 белый король · g7 чёрная пешка · f5 чёрная пешка · f4 белый конь · e3 чёрная пешка · a2 чёрный король | a8 белый король · g7 чёрная пешка · f5 чёрная пешка · f4 белый конь · e3 чёрная пешка · a2 чёрный король | a8 белый король · g7 чёрная пешка · f5 чёрная пешка · f4 белый конь · e3 чёрная пешка · a2 чёрный король | a8 белый король · g7 чёрная пешка · f5 чёрная пешка · f4 белый конь · e3 чёрная пешка · a2 чёрный король | a8 белый король · g7 чёрная пешка · f5 чёрная пешка · f4 белый конь · e3 чёрная пешка · a2 чёрный король | 3 |
| 2 | a8 белый король · g7 чёрная пешка · f5 чёрная пешка · f4 белый конь · e3 чёрная пешка · a2 чёрный король | a8 белый король · g7 чёрная пешка · f5 чёрная пешка · f4 белый конь · e3 чёрная пешка · a2 чёрный король | a8 белый король · g7 чёрная пешка · f5 чёрная пешка · f4 белый конь · e3 чёрная пешка · a2 чёрный король | a8 белый король · g7 чёрная пешка · f5 чёрная пешка · f4 белый конь · e3 чёрная пешка · a2 чёрный король | a8 белый король · g7 чёрная пешка · f5 чёрная пешка · f4 белый конь · e3 чёрная пешка · a2 чёрный король | a8 белый король · g7 чёрная пешка · f5 чёрная пешка · f4 белый конь · e3 чёрная пешка · a2 чёрный король | a8 белый король · g7 чёрная пешка · f5 чёрная пешка · f4 белый конь · e3 чёрная пешка · a2 чёрный король | a8 белый король · g7 чёрная пешка · f5 чёрная пешка · f4 белый конь · e3 чёрная пешка · a2 чёрный король | 2 |
| 1 | a8 белый король · g7 чёрная пешка · f5 чёрная пешка · f4 белый конь · e3 чёрная пешка · a2 чёрный король | a8 белый король · g7 чёрная пешка · f5 чёрная пешка · f4 белый конь · e3 чёрная пешка · a2 чёрный король | a8 белый король · g7 чёрная пешка · f5 чёрная пешка · f4 белый конь · e3 чёрная пешка · a2 чёрный король | a8 белый король · g7 чёрная пешка · f5 чёрная пешка · f4 белый конь · e3 чёрная пешка · a2 чёрный король | a8 белый король · g7 чёрная пешка · f5 чёрная пешка · f4 белый конь · e3 чёрная пешка · a2 чёрный король | a8 белый король · g7 чёрная пешка · f5 чёрная пешка · f4 белый конь · e3 чёрная пешка · a2 чёрный король | a8 белый король · g7 чёрная пешка · f5 чёрная пешка · f4 белый конь · e3 чёрная пешка · a2 чёрный король | a8 белый король · g7 чёрная пешка · f5 чёрная пешка · f4 белый конь · e3 чёрная пешка · a2 чёрный король | 1 |
|   | a | b | c | d | e | f | g | h |   |

1.Kd5 e2

Если 1…Kpb3, то 2.K:e3 f4 3.Kf5! g5 4.Kd4+ Kpb4 (4…Kpc3 5.Ke6! f3 6.K:g5 f2 7.Ke4+) 5.Kf3! g4 6.Ke5+ g3 7.Kd3+, выигрывая пешки с помощью вилок и достигая ничейной позиции.

2.Kc3+ Kpb3 3.K:e2 Kpc4! 4.Kf4!! g5 5.Ke6! начиная поочерёдное преследование чёрных пешек. 

5…g4 6.Kg7! f4 7.Kh5 f3 8.Kf6 g3 9.Ke4 g2 10.Kd2+ решающая вилка. 10…Kp ~ 11.K:f3. Ничья.

## Книги
- Шахматные основы. — Ленинград, 1950. 101 с. (В помощь начинающему шахматисту). В соавторстве с Г. Я. Левенфишем.
- Шахматные этюды разных авторов : (Для шахматистов-практиков). — Ленинград, 1950. — 66 с.
- Избранные этюды А. А. Троицкого. — М.: Физкультура и спорт, 1959. — 184 с. В соавторстве с В. А. Корольковым.
- Шахматные этюды и окончания. — М.: Физкультура и спорт, 1959. — 72 с.
- Чеховер В., Авербах Ю. Comprehensive Chess Endings: Knight Endings (англ.). — Batsford, 1977.
- Чеховер В., Авербах Ю., Хенкин В.; Averbakh, Yuri; Henkin, V. Comprehensive Chess Endings: Queen v. Rook/Minor Piece Endings (англ.). — Batsford, 1978.